# Мадс Педерсен
Мадс Гірсінг Валентін Педерсен (дан. Mads Giersing Valentin Pedersen; нар. 1 вересня 1996, Коккедаль, Данія) — данський футболіст, фланговий захисник німецького клубу «Аугсбург».

## Ігрова кар'єра

### Клубна
Мадс Педерсен починав займатися футболом у свожму рідному місті Коккедаль. Згодом він перейшов до футбольної академії клубу «Норшелланн». У 2015 році футболіст було включено до заявки першої команди. У вересні того року у матчі проти «Орхуса» Мадс дебютував у данській Суперлізі.
Починаючи з сезону 2016/17 Педерсен став постійним гравцем основи команди. У 2017 році контракт з клубом було продовжено але сам футболіст зізнався, що бажав би пограти у закордонному клубі. Восени 2017 року через жахливу травму коліна футболіст майже вісім тижнів провів поза грою.
Влітку 2019 року Педерсен перейшов до німецького «Аугсбурга», підписавши з клубом п'ятирічний контракт. Та провівши в команді лише два матчі, у січні 2020 року футболіст був відданий в оренду до швейцарського «Цюриха», де провів залишок сезону.

### Збірна
Мадс Педерсен виступав за юнацькі та молодіжну збірну Данії. У березні 2022 року футболіст був викликаний на матчі національної збірної Данії але на поле тоді не вийшов.